# Zámek Esterházy
Zámek Esterházy (německy: Schloss Esterházy) je palác v rakouském městě Eisenstadt. Postaven byl již ve 13. století jako gotický hrad, ale jeho současná podoba je dílem budoucích přestaveb, zejména barokní v 17. století a novoklasicistní ve století devatenáctém. Původně byl ve vlastnictví rodu Gutků, od roku 1364 Kanižských, pak ho vlastnil uherský stát a roku 1622 ho získal rod Esterházyů, v rámci směn a zástav dohodnutých v Mikulovském míru. Prostřednictvím rodové nadace ho vlastní dodnes. Barokní přestavbu řídil architekt Carlo Martino Carlone, novoklasicistní Charles de Moreau. Od roku 1925 je zámek památkově chráněn. Od roku 1945 si zámek pronajímal stát Burgenland jako sídlo své vlády, ale pronájem ukončil roku 2009, když se stát odmítl podílet na velkorysých plánech nadace Esterházyů. Jí naplánovaná rekonstrukce, která zámek do značné míry rebarokizovala, skončila roku 2021.
Na zámku je 256 místností. Nejznámější je Haydnův sál (Haydnsaal), místo mnoha koncertů, ceněné pro svou akustiku. Joseph Haydn, po němž je pojmenován, byl ve službách Esterházyů a často na zámku pobýval i tvořil. Na zámku dirigoval více než 1000 představení. Do roku 2016 se v sále konal tradiční Haydnův festival, ale pořadatelé se dostali do sporu s Nadací Esterházyů a festival se musel přesunout jinam. Barokní fresky v sále jsou připisovány Carpoforo Tencallovi. Námětem jsou Proměny Lucia Apuleia.
V suterénu zámku nachází největší muzeum vína v Rakousku, které vystavuje více než 700 exponátů. Zámecký park se rozkládá na ploše 50 hektarů. Vznikl vznikl roku 1624 jako barokní zahrada, ale kolem roku 1800 byl přeměněn v anglický park. V roce 1962 podepsalo město Eisenstadt smlouvu s majitelem Paulem Esterházym, která zpřístupnila velkou část parku veřejnosti. Tamní Leopoldinský chrám (Leopoldinentempel) se stal oblíbeným místem svateb.
Zámek bývá někdy zaměňován se stejnojmenným, asi 40 kilometrů vzdáleným zámkem v maďarském městě Fertőd, který se pro rozlišení často nazývá maďarským názvem Eszterháza. K záměně dochází i proto, že i na maďarském zámku pracoval Joseph Haydn. Zámek stejného názvu se nachází i ve slovenské Galantě.